# Bastián Yáñez
Bastián Jean Paul Yáñez Miranda (Renca, Chile; 21 de junio de 2001) es un futbolista profesional chileno, se desempeña como delantero y juega en Club Deportivo Godoy Cruz de la Primera División de Argentina.

## Trayectoria
Bastián es canterano de la Unión Española, llegando al club a los 8 años de edad. En la sub-14, Jaime Carreño lo hizo jugar de puntero izquierdo. En el año 2018, salió campeón Nacional Sub-17 con el conjunto hispano, además de debutar profesionalmente el 26 de agosto del mismo año ante O'Higgins, en un empate a un gol.

## Selección nacional
El día 27 de septiembre de 2021, fue incluido en la nómina de la selección chilena dada a conocer por la ANFP para disputar los partidos eliminatorios frente a Perú, Paraguay y Venezuela. El 1 de octubre de 2021, se informó su desfectación de la convocatoria, debido a una lesión.
El 4 de diciembre de 2021, fue nuevamente convocado para disputar partidos amistosos frente a México y El Salvador.

### Participaciones en Clasificatorias a Copas del Mundo
| Eliminatorias            | País  | Resultado | Posición | Partidos | Goles |
| ------------------------ | ----- | --------- | -------- | -------- | ----- |
| Eliminatorias Catar 2022 | Catar | Eliminado | 7°       | 0        | 0     |

### Partidos internacionales
Actualizado hasta el 12 de diciembre de 2021.
| Partidos internacionales | Partidos internacionales | Partidos internacionales                                | Partidos internacionales | Partidos internacionales | Partidos internacionales | Partidos internacionales | Partidos internacionales | Partidos internacionales | Partidos internacionales |
| N.º                      | Fecha                    | Estadio                                                 | Local                    | Resultado                | Visitante                | Goles                    | Asistencias              | DT                       | Competición              |
| ------------------------ | ------------------------ | ------------------------------------------------------- | ------------------------ | ------------------------ | ------------------------ | ------------------------ | ------------------------ | ------------------------ | ------------------------ |
| 1                        | 9 de diciembre de 2021   | Q2 Stadium, Austin, Estados Unidos                      | México                   | 2-2                      | Chile                    |                          |                          | Martín Lasarte           | Amistoso                 |
| 2                        | 12 de diciembre de 2021  | Banc of California Stadium, Los Ángeles, Estados Unidos | El Salvador              | 0-1                      | Chile                    |                          |                          | Martín Lasarte           | Amistoso                 |
| Total                    |                          |                                                         | Presencias               | 2                        | Goles                    | 0                        |                          |                          |                          |

| Selección chilena | Selección chilena | Selección chilena |
| Año               | Partidos          | Goles             |
| ----------------- | ----------------- | ----------------- |
| 2021              | 2                 | 0                 |
| Total             | 2                 | 0                 |

## Estadísticas

### Clubes
| Club                   | Div           | Temporada     | Liga  | Liga  | Liga   | Copas nacionales | Copas nacionales | Copas nacionales | Torneos internacionales | Torneos internacionales | Torneos internacionales | Total | Total | Total  | Promedio |
| Club                   | Div           | Temporada     | Part. | Goles | Asist. | Part.            | Goles            | Asist.           | Part.                   | Goles                   | Asist.                  | Part. | Goles | Asist. | Promedio |
| ---------------------- | ------------- | ------------- | ----- | ----- | ------ | ---------------- | ---------------- | ---------------- | ----------------------- | ----------------------- | ----------------------- | ----- | ----- | ------ | -------- |
| Unión Española · Chile | 1.ª           | 2018          | 2     | 0     | 0      | —                | —                | —                | —                       | —                       | —                       | 2     | 0     | 0      | 0.00     |
| Unión Española · Chile | 1.ª           | 2019          | 13    | 0     | 0      | 3                | 0                | 0                | 3                       | 0                       | 0                       | 19    | 0     | 0      | 0.00     |
| Unión Española · Chile | 1.ª           | 2020          | 6     | 0     | 0      | —                | —                | —                | —                       | —                       | —                       | 6     | 0     | 0      | 0.00     |
| Unión Española · Chile | 1.ª           | 2021          | 24    | 2     | 7      | 6                | 1                | 0                | 0                       | 0                       | 0                       | 30    | 3     | 7      | 0.10     |
| Unión Española · Chile | 1.ª           | 2022          | 28    | 2     | 5      | 7                | 1                | 2                | 2                       | 0                       | 0                       | 37    | 3     | 7      | 0.08     |
| Unión Española · Chile | 1.ª           | 2023          | 22    | 0     | 2      | 3                | 1                | 0                | —                       | —                       | —                       | 25    | 1     | 2      | 0.04     |
| Unión Española · Chile | 1.ª           | 2024          | 20    | 1     | 0      | 3                | 0                | 0                | —                       | —                       | —                       | 23    | 1     | 0      | 0.04     |
| Unión Española · Chile | Total         | Total         | 115   | 5     | 14     | 22               | 45               | 2                | 5                       | 0                       | 0                       | 142   | 8     | 16     | 0.05     |
| Total carrera          | Total carrera | Total carrera | 115   | 5     | 14     | 22               | 45               | 2                | 5                       | 0                       | 0                       | 142   | 8     | 16     | 0.05     |
| 1. 2. 3.               |               |               |       |       |        |                  |                  |                  |                         |                         |                         |       |       |        |          |

### Selecciones
| Selección      | Temporada | Amistosos | Amistosos | Amistosos | Sudamérica | Sudamérica | Sudamérica | Mundial | Mundial | Mundial | Total | Total | Total  |
| Selección      | Temporada | Part.     | Goles     | Asist.    | Part.      | Goles      | Asist.     | Part.   | Goles   | Asist.  | Part. | Goles | Asist. |
| -------------- | --------- | --------- | --------- | --------- | ---------- | ---------- | ---------- | ------- | ------- | ------- | ----- | ----- | ------ |
| Adulta · Chile | 2021      | 2         | 0         | 0         | —          | —          | —          | —       | —       | —       | 2     | 0     | 0      |
| Adulta · Chile | Total     | 2         | 0         | 0         | 0          | 0          | 0          | 0       | 0       | 0       | 2     | 0     | 0      |